# Cheilanthes skinneri
Cheilanthes skinneri är en kantbräkenväxtart som först beskrevs av William Jackson Hooker, och fick sitt nu gällande namn av R. M. Tryon och A. F. Tryon. Cheilanthes skinneri ingår i släktet Cheilanthes och familjen Pteridaceae. Inga underarter finns listade.